# (4360) Xuyi
(4360) Xuyi est un astéroïde de la ceinture principale.

## Description
(4360) Xuyi est un astéroïde de la ceinture principale. Il fut découvert le 9 octobre 1964 à Nanking par l'observatoire de la Montagne Pourpre. Il présente une orbite caractérisée par un demi-grand axe de 2,60 UA, une excentricité de 0,16 et une inclinaison de 2,5° par rapport à l'écliptique.

## Compléments